# دراج دوسیخک

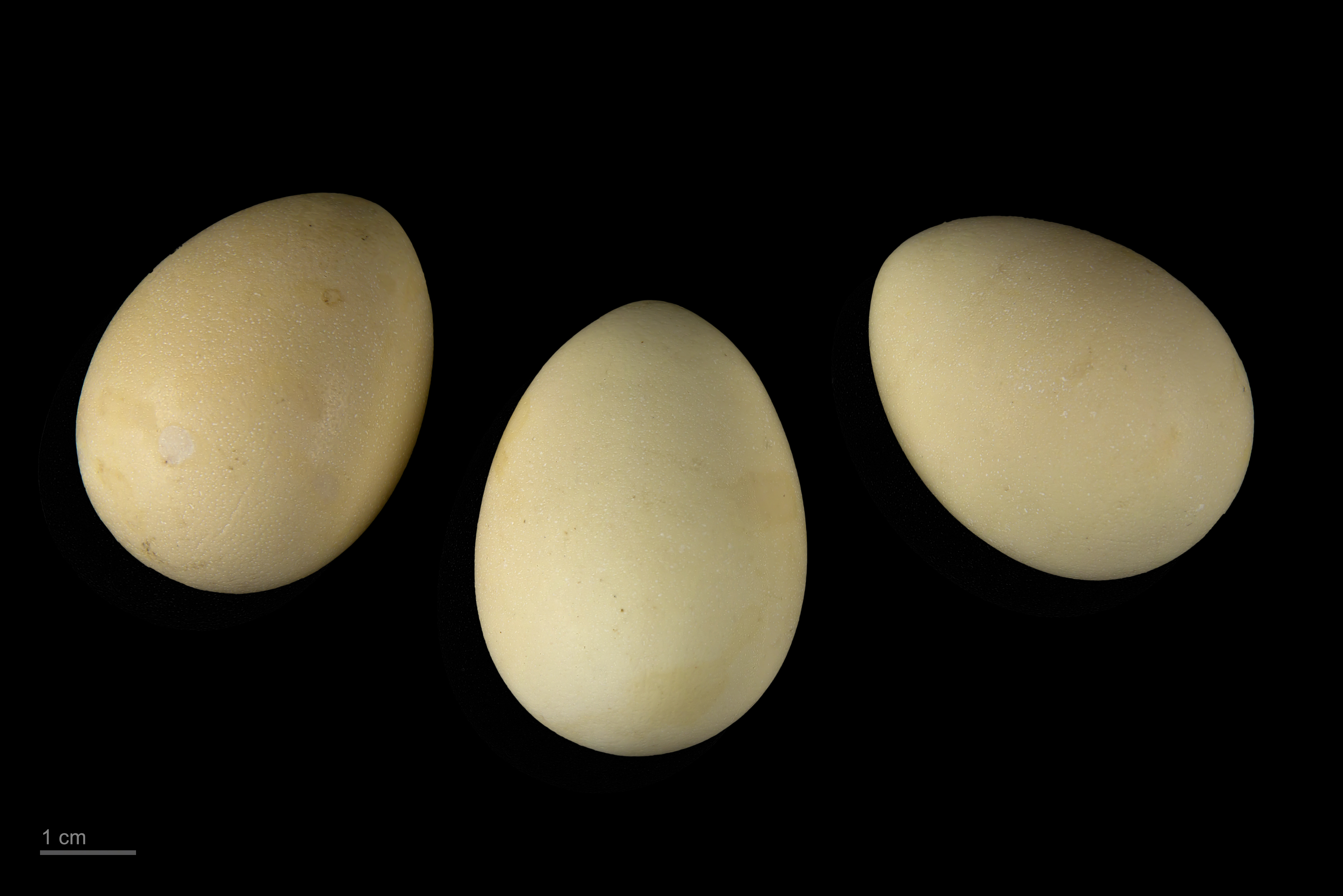
Pternistis bicalcaratus ayesha

دراج دوسیخک (نام علمی: Francolinus bicalcaratus) نام یک گونه از سرده دراج است.